# Westland New Post
Pour les articles homonymes, voir Westland.
Westland New Post en abrégé WNP était une organisation d’extrême droite belge.
En 1974, des étudiants liégeois créèrent un groupe appelé Front de la Jeunesse qui deviendra le mouvement de jeunesse des NEM-clubs (NEM-Nouvelle Europe Magazine). De ce mouvement se crée un autre en 1979, le Westland New Post, un groupe néo-nazi aux aspirations terroristes.
Paul Latinus, ingénieur en recherches appliquées pour les industries nucléaires et chef de ce groupe, fut un temps protégé par les leaders du Centre politique des indépendants et cadres chrétiens (CEPIC), l'organisation politique de Paul Vanden Boeynants dont les animateurs fréquentaient  le Cercle des Nations, un ancien club belge qui se prenaient pour des « croisés » de la civilisation occidentale. Latinus travaillait au cabinet ministériel de Cécile Goor.
En 1982, le Front de la Jeunesse se présente aux élections de 1982 sous le sigle bilingue Forces Nouvelles - Nieuwe Krachten. En 1978, il est chargé de restructurer pour le durcir le « Front de la Jeunesse » de Francis Dossogne et Daniel Gilson.
Christian Smets, un agent de la Sûreté de l'État belge infiltra le WNP jusqu'en juin 1982. Selon certains auteurs le "pseudo groupe terroriste néo-nazi W.N.P." n'était rien d'autre qu'un appât destiné à piéger la Sûreté de l'État.
Le leader Latinus se suicida le 24 avril 1984. Le WNP se disloqua, à la suite de disputes internes.

## Littérature
- René HAQUIN, Des taupes dans l'extrême droite - La Sûreté de l'Etat et le WNP, avec une postface de Walter de Bock, EPO, Anvers-Bruxelles, 1985.
- Hugo GIJSELS, L’enquête – Vingt années de déstabilisation en Belgique, éditions de la Longue Vue, Bruxelles, traduit du néerlandais, 1990.
- Philippe BREWAEYS & Jean-Frédérick DELIÈGE, de Bonvoisin et Cie - De Liège à Bruxelles, les prédateurs et l’Etat, éditions EPO, Anvers-Bruxelles, 1992.
- Christian CARPENTIER & Frederic MOSER, La Sûreté de l'Etat - Histoire d'une déstabilisation, Quorum, Gerpinnes, 1993.
- Victor MASSART, Les dés étaient pipés - Conspirations à la Sûreté de l'Etat, Quorum, Ottignies LLN, 1997.
- Claude MONIQUET, Les Dossiers noirs de la Belgique, éditions Michel Lafon, Neuilly-sur-Seine, 1999.
- Dirk BARREZ, Le pays des 1000 scandales - Un quart de siècle d'affaires en Belgique, Quorum, Gerpinnes, 1998.